# Vladimir Golikov
Vladimir Nikolaevič Golikov (in russo Владимир Николаевич Голиков?; Penza, 20 giugno 1954) è un ex hockeista su ghiaccio sovietico, dal 1991 russo.

## Palmarès

### Olimpiadi invernali
- 1 medaglia[1]:
  - 1 argento (Lake Placid 1980)